# Pleocoma behrensi
Pleocoma behrensi är en skalbaggsart som beskrevs av Leconte 1874. Pleocoma behrensi ingår i släktet Pleocoma och familjen Pleocomidae. Inga underarter finns listade i Catalogue of Life.